# Stelis parvula
Stelis parvula är en orkidéart som beskrevs av John Lindley. Stelis parvula ingår i släktet Stelis och familjen orkidéer. Inga underarter finns listade i Catalogue of Life.